# L'occhio di Dio
L'occhio di Dio (in inglese The Eye of God), scritto da Paul Doherty con lo pseudonimo di C.L. Grace, è il secondo della serie di romanzi gialli, ambientati nella Canterbury del XV secolo, nei quali le indagini sono svolte dal medico-farmacista Kathryn Swinbrooke. La prima edizione italiana di questo romanzo è uscita nel 2004 come n. 1038 della collana I Classici del Giallo Mondadori.

## Trama
La sconfitta dell'esercito dei Lancaster nella battaglia di Barnet il giorno di Pasqua del 1471 riporta sul trono di Inghilterra Edoardo IV del casato degli York. Le truppe sconfitte, fedeli ad Enrico VI, erano guidate da Richard Neville, conte di Warwick, affiancato dal fratello John, marchese di Montagu, dal duca di Exeter e dal conte di Oxford.
Poco prima dell'inizio della battaglia Richard Neville ha occasione di incontrare l'irlandese Colum Murtagh, inviato dell'esercito York, che gli chiede di arrendersi in cambio della clemenza del re. Il conte di Warwick rifiuta l'offerta, trova la morte in battaglia e lascia un mistero irrisolto: la scomparsa di un prezioso gioiello, l'occhio di Dio, che era stato visto da Murtagh indosso al collo di Neville.
Tre mesi dopo la battaglia, Kathryn Swinbrooke, medico e speziale, e Colum Murtagh, reggente della città di Cambridge, sono invitati dal re Edoardo alla Torre di Londra. La richiesta del re è di svolgere delle indagini al castello di Cambridge per chiarire il mistero legato alla scomparsa dell'occhio di Dio. Al termine dell'incontro, il fratello del re, Riccardo duca di Gloucester, conduce i due ospiti alla Casa dei Segreti, dove ha modo di fornire altri dettagli sulla vicenda del gioiello scomparso.
Al termine della battaglia di Barnet alcuni cavalieri di Warwick erano riusciti a fuggire, forse portando con sé l'occhio di Dio, fra questi Robert Brandon ed il capitano Reginald Moresby. Le notizie di Riccardo sembrano indicare che entrambi i cavalieri siano morti: Moresby ucciso da banditi, mentre Brandon, imprigionato al castello di Cambridge, aveva trovato la morte per malattia.
Prima tappa delle indagini sarà il castello di Cambridge, ove Swinbrooke e Murtagh incontrano il governatore e gli altri ufficiali della fortezza, questi però non sono in grado di fornire utili informazioni né sul gioiello scomparso, né sulle vicende che hanno condotto Brandon alla morte.

## Fatti e personaggi storici citati
Re Edoardo IV di York, sua moglie Elisabetta Woodville, la guerra delle due rose, la battaglia di Barnet.

## Edizioni
- C.L. Grace, L'occhio di Dio, traduzione di Igor Longo, collana I Classici del Giallo Mondadori n. 1038, Mondadori, 2004,  p. 201.